# Hualou
Hualou (kinesiska: 花楼乡, 花楼) är en socken i Kina. Den ligger i provinsen Sichuan, i den sydvästra delen av landet, omkring 380 kilometer öster om provinshuvudstaden Chengdu. Antalet invånare är 8 838. Befolkningen består av 4 373 kvinnor och 4 465 män. Barn under 15 år utgör 20,0 %, vuxna 15-64 år 64 %, och äldre över 65 år 14,0 %.
Genomsnittlig årsnederbörd är 1 660 millimeter. Den regnigaste månaden är september, med i genomsnitt 325 mm nederbörd, och den torraste är december, med 10 mm nederbörd.